# Xenoblade Chronicles
Xenoblade Chronicles là dòng trò chơi thuộc thể loại giả tưởng và hành động nhập vai, được phát triển bởi Monolith Soft và phát hành bởi Nintendo. Xenoblade Chronicles là một phần thuộc loạt Xeno do Takahashi Tetsuya xây dựng, nhưng được hình thành sau khi Nintendo mua lại Monolith Soft. Dòng trò chơi bắt đầu với tựa trò chơi Xenoblade Chronicles, phát hành cho Nintendo Wii vào 2010, gây được tiếng vang lớn và tạo tiền đề cho những tựa trò chơi tiếp theo.
Loạt đã thành công cả về mặt thương mại và phê bình. Xenoblade Chronicles được đánh giá cao về thiết kế thế giới, âm nhạc và cốt truyện. loạt cũng được xuất hiện các dòng trò chơi khác, bao gồm loạt Super Smash Bros. và Project X Zone.

## Lối chơi
Lối chơi trong loạt Xenoblade Chronicles sử dụng hệ thống chiến đấu dựa trên hành động thời gian thực, trong đó người chơi tự di chuyển một nhân vật trong thời gian thực và các thành viên trong nhóm sẽ "tự động tấn công" khi kẻ địch bước vào bán kính tấn công của họ. Người chơi sẽ phải tự chọn các đòn tấn công, được gọi là "Arts", nhưng trong một thời gian hạn chế. Battle Arts chỉ khả dụng sau một khoảng thời gian "cool down" xảy ra sau mỗi lần sử dụng, trong khi "Talent Arts"cụ thể của nhân vật chỉ có sẵn sau khi thực hiện đủ các đòn tấn công tự động.  Cả thành viên trong nhóm và kẻ địch đều có số máu hữu hạn và các đòn tấn công sẽ làm mất lượng máu này. Giao tranh chiến thắng khi tất cả kẻ địch mất HP. Và ngược lại, người chơi thua cuộc nếu nhân vật của người chơi mất hết HP và không có phương tiện để hồi sinh. Máu có thể được phục hồi bởi người chơi bằng cách sử dụng Arts hồi máu trong trận chiến, hoặc người chơi có thể để HP của nhân vật tự động phục hồi bên ngoài giao tranh. Giao tranh chiến thắng sẽ thêm điểm kinh nghiệm của người chơi, cho phép các nhân vật phát triển mạnh hơn bằng cách tăng cấp và học các Arts mới. Arts cho mỗi nhân vật phải được người chơi thiết lập, được gọi là "Battle Palette", được thiết lập ở bên ngoài giao tranh.
Khám phá các thế giới mở là một khía cạnh quan trọng của loạt trò chơi này.

## Bối cảnh
Mặc dù các tựa trò chơi của Xenoblade không chia sẻ trực tiếp bất kỳ bối cảnh nào, các vũ trụ của nó được liên kết trực tiếp, ngoại trừ Xenoblade Chronicles X được coi là một phiên bản nối tiếp về mặt tinh thần. Hai người khổng lồ là Bionis và Mechonis đóng vai trò là bối cảnh thế giới cho Xenoblade Chronicles; trong khi phần hậu truyện với tựa đề Future Connected chỉ có vai của Bionis. Xenoblade Chronicles X diễn ra trên một hành tinh xa lạ có tên Mira. Trong Xenoblade Chronicles 2 và tiền truyện Torna - The Golden Country, thế giới của Alrest bao gồm nhiều người khổng lồ tương ứng với các quốc gia khác nhau.

### Niên đại giả tưởng
Trong niên đại giả tưởng của loạt, Xenoblade Chronicles là trò chơi đầu tiên diễn ra và được đặt trong vũ trụ mới do giáo sư Klaus tạo ra. Phần kết của nó, Xenoblade Chronicles: Future Connected được đặt trong bối cảnh một năm sau các sự kiện của trò chơi đầu tiên. Xenoblade Chronicles 2 diễn ra trong vũ trụ nguyên bản, hàng thiên niên kỷ sau khi giáo sư Klaus tạo ra một vũ trụ mới trong thế kỷ 21, xảy ra song song với các sự kiện của Xenoblade Chronicles. Phần tiền truyện của nó, Xenoblade Chronicles 2: Torna - The Golden Country lấy bối cảnh 500 năm trước các sự kiện của trò chơi.
Ngay sau thông báo của Xenoblade Chronicles X, nhà phát triển đã xác nhận rằng đây không phải là phần tiếp theo trực tiếp của tựa trò chơi đầu tiên và thay vào đó, nó được coi là một tựa trò chơi kế thừa tinh thần, chia sẻ nhiều khái niệm triết học như các tựa trò chơi tiền thân của nó.

### Nhân vật
Một chủng tộc của những sinh vật có lông nhỏ bé được gọi là Nopon xuất hiện trong mọi tựa trò chơi trong loạt. Trong mọi trò chơi, tên của các nhân vật không phải người chơi Nopon đã được xuất hiện ở phần tiếp theo với tư cách là nhân vật Nopon chính: Satata (Tatsu trong phiên bản tiếng Nhật) từ Xenoblade Chronicles xuất hiện trong Xenoblade Chronicles X. Tương tự, Tatsu trong Xenoblade Chronicles X  có một đối thủ không đội trời chung là Tora, nhân vật cũng xuất hiện trong Xenoblade Chronicles 2 với tư cách là một nhân vật Nopon có thể chơi được. Giống như các nhân vật"Van-"của loạt, các nhân vật Nopon không có điểm tương đồng nào ngoài tên.

## Trò chơi
| 2010 | Xenoblade Chronicles                               |
| 2011 |                                                    |
| 2012 |                                                    |
| 2013 |                                                    |
| 2014 |                                                    |
| 2015 | Xenoblade Chronicles 3D                            |
| 2015 | Xenoblade Chronicles X                             |
| 2016 |                                                    |
| 2017 | Xenoblade Chronicles 2                             |
| 2018 | Xenoblade Chronicles 2: Torna – The Golden Country |
| 2019 |                                                    |
| 2020 | Xenoblade Chronicles: Definitive Edition           |
| 2021 |                                                    |
| 2022 | Xenoblade Chronicles 3                             |

Có ba trò chơi chính thuộc loạt Xenoblade Chronicles. Mỗi trò chơi mô tả một phần duy nhất trong dòng chảy của thời gian và không gian lớn hơn. Bất chấp các kết nối lỏng lẻo giữa mỗi phần, mỗi cái đều có dàn nhân vật, thiết lập và trình tự riêng của chúng.
Xenoblade Chronicles
Shulk và những người bạn của mình bắt đầu hành trình để trả thù Mechon vì vụ tấn công quê hương và người thân của họ. Khi họ đi dọc theo lưng của những người khổng lồ, họ phát hiện bí mật về một vũ khí mạnh mẽ được gọi là Monado. Ban đầu trò chơi được phát hành trên Wii và sau đó được chuyển sang New Nintendo 3DS với tên Xenoblade Chronicles 3D, và được làm lại với tựa đề Xenoblade Chronicles: Definitive Edition trên Nintendo Switch.
Xenoblade Chronicles X
Một cuộc chiến giữa các vì sao buộc loài người phải chạy trốn khỏi Trái đất bị phá hủy. Sau khi gặp nạn trên hành tinh Mira hoang sơ, chưa được khám phá, Elma và nhóm của cô chạy đua với thời gian để giành lại Lifehold, một cấu trúc chứa hàng ngàn sinh mạng. Trò chơi được phát hành trên Nintendo Wii U.
Xenoblade Chronicles 2
Trong thế giới Alrest của những người khổng lồ, Rex gặp gỡ vũ khí sống Aegis Pyra (một dạng khác của cô ấy là Mythra) và hứa sẽ đưa cô đến thiên đường Elysium huyền thoại. Trò chơi được phát hành trên Nintendo Switch.
Xenoblade Chronicles 2: Torna - The Golden Country
Lấy bối cảnh 500 năm trước các sự kiện của Xenoblade Chronicles 2, Lora và Jin chiến đấu chống lại Malos và quân đội của hắn ta trước sự sụp đổ không thể tránh khỏi của vương quốc của họ, Torna. Trò chơi được phát hành trên Nintendo Switch dưới dạng vừa là phiên bản trò chơi độc lập vừa là phiên bản mở rộng cho Xenoblade Chronicles 2.
Xenoblade Chronicles: Future Connected
Lấy bối cảnh một năm sau những sự kiện trong câu chuyện chính trong tựa trò chơi Xenoblade Chronicles gốc. Diễn ra trên vai của Bionis, một khu vực chưa được khám phá trong trò chơi gốc, Future Connected theo chân Melia, Shulk, và Nene (con gái ruột của Riki) và Kino (con trai nuôi của Riki) trong hành trình giành lại và khôi phục thành phố Alcamoth. Trò chơi được phát hành trên Nintendo Switch như một phần của phiên bản remaster Xenoblade Chronicles: Definitive Edition.

#### Xenoblade Chronicles 3
Sống để chiến đấu. Chiến đấu để sống. Tham gia cùng Noah và Mio, các thành viên của hai quốc gia đối lập Keves và Agnus, trong một cuộc hành trình chân thành qua một thế giới chiến tranh với một bí mật đen tối.

### Tương lai
Tháng 5 năm 2018, nhà sáng tạo loạt Takahashi Tetsuya đã đưa ra một khái niệm trò chơi mới cho Nintendo. Nhóm sản xuất đầu tiên, được biết đến trong việc phát triển loạt trò chơi Xenoblade Chronicles, bắt đầu phát triển một dự án mới tháng 8 năm 2018 sau khi phát hành Xenoblade Chronicles 2: Torna - The Golden Country. Tháng 10 năm 2018, bộ phận sản xuất đầu tiên của Monolith Soft, do Takahashi Tetsuya dẫn đầu, đã bắt đầu tuyển dụng cho một dự án trò chơi nhập vai mới theo phong cách của các tựa trò chơi Xenoblade Chronicles trước đây. Kể từ năm 2020, đội sản xuất hiện đang tập trung vào việc củng cố thương hiệu Xenoblade Chronicles trong tương lai gần, không còn dành công sức để phát triển các loạt trò chơi nhỏ lẻ ngoài loạt này. Takahashi nói rằng sẽ có thể nối tiếp tựa trò chơi Xenoblade Chronicles X, thì trò chơi tiếp theo có thể đi theo một hướng khác vì ông cảm thấy nhàm chán với dự án gần nhất. Ngoài việc theo đuổi một hướng đi mới cho loạt trò chơi, đạo diễn của loạt Kojima Koh bày tỏ sự quan tâm đến việc tạo ra Xenoblade Chronicles 3 và Xenoblade Chronicles X2.

## Phát triển

### Nguyên gốc
Các nhân viên tại Monolith Soft bị bỏ rơi trong tình trạng không có động lực sau thất bại về mặt thương mại của loạt trò chơi Xenosaga, cuối cùng dẫn đến kết thúc sớm. Tháng 7 năm 2006, Takahashi Tetsuya ấn tượng bởi ý tưởng về những người sống trên đỉnh của những người khổng lồ, vì vậy ông đã viết ra khái niệm này và biến nó thành mô hình 3D. Dự án ban đầu được gọi là Monado: Beginning of the World, nhưng được đổi thành Xenoblade tại Nhật Bản để tôn vinh tác phẩm trước đây của Takahashi Tetsuya trong loạt phim Xeno và vì sự cống hiến của ông vào trò chơi. Nintendo of Europe thông báo rằng họ đang xuất bản trò chơi, thêm Chronicles vào tựa  Xenoblade. Do không có kế hoạch phát hành tựa trò chơi ở Bắc Mỹ, người hâm mộ đã phát động một chiến dịch có tên là Operation Rainfall để thuyết phục Nintendo phát hành Xenoblade Chronicles cho Bắc Mỹ cùng với The Last Story và Pandora's Tower. Sau nhiều tháng im lặng, Nintendo of America đã xác nhận rằng tựa trò chơi này sẽ phát hành ở Bắc Mỹ tháng 4 năm 2012.
Monolith Soft bắt đầu phát triển Xenoblade Chronicles, một trò chơi nhập vai hành động dành cho Nintendo Wii phát hành tại Nhật Bản ngày 10 tháng 6 năm 2010. Trò chơi này sau đó đã được Nintendo châu Âu bản địa hóa và được phát hành tại châu Âu và Úc lần lượt vào ngày 19 tháng 8 năm 2011 và ngày 1 tháng 9 năm 2011. Sau đó, trò chơi đã được phát hành ở Bắc Mỹ dưới dạng độc quyền GameStop vào ngày 6 tháng 4 năm 2012. Một thời gian sau khi tiết lộ ban đầu là Monado: The Beginning of the World, chủ tịch của Nintendo lúc đó là Satoru Iwata đã đổi tên thành Xenoblade để tôn vinh tác phẩm trước đây của Takahashi Tetsuya với loạt trò chơi Xeno. Xenoblade Chronicles 3D, phiên bản port do Monster Gamest hực hiện, và đã phát hành trên toàn thế giới tháng 4 năm 2015 cho New Nintendo 3DS.

## Trong các phương tiện truyền thông khác
Dòng Xenoblade Chronicles được thể hiện ở các phương tiện khác nhau. Shulk đã xuất hiện như một chiến binh có thể chơi được trong Super Smash Bros. 4 và Super Smash Bros. Ultimate. Ngoài Shulk, Dunban từ Xenoblade Chronicles gốc cũng như Rex và Nia từ Xenoblade Chronicles 2 xuất hiện dưới dạng trang phục Mii Fighter trong Super Smash Bros. Ultimate. Một amiibo nhân vật Shulk đã phát hành tháng 2 năm 2015. Nhân vật amiibo sẽ cho phép Shulk mặc trang phục trong Yoshi's Woolly World và Super Mario Maker. Fiora từ Xenoblade Chronicles gốc xuất hiện như một nhân vật có thể điều khiển được trong Project X Zone 2. The Legend of Zelda: Breath of the Wild có bộ trang phục được Rex mặc từ Xenoblade Chronicles 2. Good Smile Company phát hành một figure của Pyra và Mythra từ Xenoblade Chronicles 2. Công ty có kế hoạch phát hành phiên bản KOS-MOS và Melia dạng figma của Xenoblade Chronicles 2 từ phần kết của Xenoblade Chronicles: Definitive Edition.

## Đón nhận
| Trò chơi                      | Năm  | Doanh số   | Metacritic                  |
| ----------------------------- | ---- | ---------- | --------------------------- |
| Xenoblade Chronicles          | 2010 | -          | - Wii: 92/100 - 3DS: 86/100 |
| Xenoblade Chronicles X        | 2015 | -          | 84/100                      |
| Xenoblade Chronicles 2        | 2017 | 2.05 triệu | 83/100                      |
| 2: Torna - The Golden Country | 2018 | -          | 80/100                      |
| Definitive Edition            | 2020 | 1.40 triệu | 89/100                      |

Xenoblade Chronicles đã bán được gần 200.000 bản tại Nhật Bản vào cuối năm 2013. Theo một bản báo cáo sau này, trò chơi bán chạy ở phương tây hơn ở Nhật Bản. Tính đến tháng 12 năm 2015, Xenoblade Chronicles X đã bán được khoảng 377.000 bản ở Nhật Bản, Pháp và Hoa Kỳ. Xenoblade Chronicles 2 đã bán được 1,42 triệu bản tính đến tháng 6 năm 2018, trở thành tựa trò chơi bán chạy nhất từng được phát triển bởi Monolith Soft. Hiệu suất bán hàng của trò chơi vượt quá mong đợi của công ty ở các quốc gia phương tây. Xenoblade Chronicles 2: Torna - The Golden Country cũng được ghi nhận là vượt qua cả kỳ vọng bán hàng của họ tại Nhật Bản.